# Niphotrichum muticum
Niphotrichum muticum là một loài Rêu trong họ Grimmiaceae. Loài này được (Kindb.) Bednarek-Ochyra & Ochyra mô tả khoa học đầu tiên năm 2003.